# João de Sousa Soares
João de Sousa Soares ComC (São Brás de Alportel, São Brás de Alportel, 1895 - Lisboa, 21 de Março de 1944) foi um militar e político português.

## Biografia
Sendo Cadete da Escola do Exército, tomou parte no Golpe de 5-8 de Dezembro de 1917 e, mais tarde, na Revolta de 18 de Abril de 1925 e na Revolução de 28 de Maio de 1926.
No posto de Tenente, e servindo no extinto Grupo a Cavalo de Queluz, ingressou como Observador na Aeronáutica Militar, tornando-se Oficial Aviador, e foi colocado na Escola da Granja do Marquês, em Sintra, onde chegou a desempenhar, durante algum tempo, as funções de Segundo Comandante.
Foi também, durante alguns anos, Governador Civil do Distrito de Faro, entre 22 de Agosto de 1933 e 4 de Janeiro de 1936, e Presidente da Câmara Municipal de Sintra, deixando, em ambos os cargos, o seu nome ligado a importantes melhoramentos nas respectivas regiões.
A 1 de Agosto de 1934, no posto de Capitão, foi feito Comendador da Ordem Militar de Cristo.